# Wentholt

Wentholt is een Zutphens regentengeslacht waarvan een tak in 1817 werd opgenomen in de Nederlandse adel.

## Geschiedenis
De stamreeks begint met Albert Wentholt die 1557 burger werd van Zutphen en voor 1581 overleed.
Zijn nazaat, mr. Evert Johan Wentholt (1750-1835) werd bij Koninklijk Besluit van 27 september 1817 verheven in de Nederlandse adel en hij en zijn afstammelingen verkregen daardoor het predicaat jonkheer en jonkvrouw. De adellijke tak stierf met een van zijn kleinzonen in 1879 uit.
Het geslacht werd in 1938 opgenomen in het Nederland's Patriciaat. Van de daarin opgenomen takken bestaan nog nakomelingen.

## Enkele telgen
- Pieter Wentholt (1722-1809), burgemeester
- Jhr. mr. Evert Johan Wentholt (1750-1835), politicus
- Pieter Lucius Wentholt (1822-1883), burgemeester
- Jan Wentholt (1851-1930), minister
- Dirk Wentholt (1863-1928), burgemeester
- Ludolph Reinier Wentholt (1872-1952), burgemeester
- Ludolph Reinier Wentholt (1885-1946), directeur-generaal Rijkswaterstaat
- Jan Ludolph Wentholt (1918-1973), burgemeester

Geslachten die opgenomen zijn in het sinds 1910 verschijnende genealogische naslagwerk Nederland's Patriciaat. Lijst volgens opgave van het CBG Centrum voor familiegeschiedenis.
A · B · C · D · E · F · G · H · I · J · K · L · M · N · O · P · Q · R · S · T · U · V · W · Y · Z